# Poroszló
Poroszló es un pueblo húngaro perteneciente al distrito de Füzesabony, condado de Heves.

## Superficie
Cuenta con una superficie de 109 km².

## Demografía
Hasta 2024 la población era de 2618	habitantes, con una densidad de población de 24,01 hab/km².
| Gráfica de evolución demográfica de Poroszló entre 2020 y 2024 |
|                                                                |
| Datos según la Oficina Central de Estadística de Hungría.      |